# 午後だ!ラジオだ!歌謡曲
午後だ！ラジオだ！歌謡曲（ごごだ・らじおだ・かようきょく）は、RKBラジオで1972年（昭和47年）10月6日から1986年（昭和61年）9月まで放送されたお昼の生ワイド番組。
放送時間は月曜日から金曜日までの12:15～14:30。
担当は生野文治アナウンサー、後に小泉大アナウンサーと古賀和子アナウンサー。
RKBのラジオカー「スナッピー」の中継を交えながら、電話リクエスト、RKBホットライン（福岡･北九州の電話番号1本ずつ）の電話回線3本を駆使してリスナーと放送局の双方向番組を目指した。

## 番組進行内容（昭和61年4月時点）
- 12:15お昼の電話リクエスト
- 12:25スナッピーリクエスト
- 12:55小学生作文コンクール（全国共済農業協同組合連合会）
- 13:00RKB毎日ニュース
- 13:07スナッピー街角スナップ（毎日新聞）
- 13:25西日本新聞暮らしのニュース
- 13:29あなたのミニニュース
- 13:40スナッピーパトロール（北九州コカコーラボトリング）
- 13:50交通情報（阪九フェリー）
- 13:52ふるさと昔ばなし（太宰府天満宮、洋菓子の欧州ほか）
- 14:00RKB毎日ニュース
- 14:05はばたけ歌謡曲（各社）
- 14:20あなたのミニニュース（菊正宗）
- 14:28:50秒　歌謡曲ヒット情報の予告「お聞きいただいておりますRKBラジオ、この後2時半からは冗談マフィアの歌謡曲ヒット情報です。このままずーっとRKBラジオでお楽しみください。」とステブレなしで番組終了。